# 中亦乡
中亦乡，是中华人民共和国西藏自治区昌都市洛隆县下辖的一个乡镇级行政单位。

## 行政区划
中亦乡下辖以下地区：
中亦村、亚许村、嘴村和加果村。